# مجلس البيئة
مجلس البيئة (بالإنجليزية: Environment Council)‏ المعروف اختصاراً بـ ENV هو أحد تشكيلات مجلس الاتحاد الأوروبي. ويجتمع المجلس حوالي أربع مرات في السنة. يجمع هذا الأخير وزراء البيئة في الدول الأعضاء في الاتحاد الأوروبي وهو مسؤول عن سياسة البيئة في الاتحاد.
ويتعامل هذا المجلس مع مواضيع حماية البيئة والتغير المناخي والاستخدام الحكيم للموارد وحماية الصحة البشرية.
وفي هذا الصدد، يعتمد المجلس التشريعات بالتعاون مع البرلمان الأوروبي بخصوص البنود التالية:
- حماية الموائل الطبيعية
- الهواء والماء النظيف
- التخلص السليم من النفايات
- المواد الكيميائية السامة
- الاقتصاد المستدام